# Joe’s Garage
Joe’s Garage (с англ. — «Гараж Джо») — студийный альбом Фрэнка Заппы, вышедший в 1979 году, рок-опера в трёх действиях. Изначально издана как два релиза: первое действие вышло пластинкой как Joe’s Garage. Act I, а второе и третье — двойным альбомом Joe’s Garage. Acts II & III. Впоследствии был переиздан как тройной альбом (бокс-сет из пластинок) и как комплект из двух компакт-дисков.
Главный герой рок-оперы — типичный музыкант молодой «гаражной» группы по имени Джо, который волей-неволей проходит через миазмы шоу-бизнеса. Между композициями механическим голосом говорит рассказчик, представляющимся как англ. «central scrutinizer» (дословно — «центральный доскональный исследователь»).
Все песни написаны и аранжированы Заппой.

## Список композиций
I действие
1. Central Scrutinizer — 3:28
2. Joe’s Garage — 6:10
3. Catholic Girls — 4:26
4. Crew Slut — 6:31
5. Fembot in a Wet T-Shirt (aka Wet T-Shirt Nite) — 4:45
6. On the Bus (aka Toad-O Line) — 4:19
7. Why Does It Hurt When I Pee? — 2:36
8. Lucille Has Messed My Mind Up — 5:43
9. Scrutinizer Postlude — 1:35

II действие
1. A Token of My Extreme — 5:30
2. Stick It Out — 4:34
3. Sy Borg — 8:56
4. Dong Work for Yuda — 5:03
5. Keep It Greasey — 8:22
6. Outside Now — 5:50

III действие
1. He Used to Cut the Grass — 8:35
2. Packard Goose — 11:34
3. Watermelon in Easter Hay — 9:09
4. A Little Green Rosetta — 8:15

## Участники записи
- Фрэнк Заппа — вокал, соло-гитара
- Уоррен Куккурулло — ритм-гитара, вокал, орган, бэк-вокал, соло-гитара
- Дэнни Уолли — вокал, слайд-гитара, соло-гитара
- Крейг Стюард — губная гармошка
- Джефф — тенор-саксофон
- Marginal Chagrin — баритон-саксофон
- Патрик О’Хирн — дыхание, бас
- Питер Вольф — клавишные
- Stumuk — баритон-саксофон, бас-саксофон
- Томми Марс — клавишные
- Винни Колаюта — ударные, перкуссия
- Артур Барроу — вокал, бас
- Эд Манн — вокал, перкуссия
- Дейл Боззио — вокал
- Эл Малкин — вокал
- Айку Уиллис — вокал
- Барбара Айзек — бэк-вокал, ассистент
- Джорди Хормел — бэк-вокал
- Терри Боззио — вокал

## Позиции в хит-парадах
Годовые чарты:
| Год  | Хит-парад             | Позиция |
| ---- | --------------------- | ------- |
| 1979 | Канада (RPM Year-End) | 98      |